# Bantarsari (Cijambe)
Bantarsari is een bestuurslaag in het regentschap Subang van de provincie West-Java, Indonesië. Bantarsari telt 3200 inwoners (volkstelling 2010).